# Sojuz T-7
Sojuz T-7 – radziecka załogowa misja kosmiczna, której celem była stacja kosmiczna Salut 7. Swietłana Sawicka została drugą, po Walentynie Tierieszkowej, kobietą w kosmosie. Tierieszkowa poleciała w kosmos na pokładzie statku Wostok 6 w czerwcu 1963 r.

## Przebieg misji
Kosmonautka nr 2 jako kosmonauta-badacz wystartowała w kabinie Sojuza T-7 19 sierpnia 1982 r. wraz z dowódcą statku Leonidem Popowem oraz inżynierem pokładowym Aleksandrem Sieriebrowem – debiutantem w kosmosie. 20 sierpnia w sobotę nastąpiło dokowanie Sojuza T-7 z kompleksem orbitalnym Salut 7 i Sojuz T-5. Po sprawdzeniu hermetyczności połączeń załoga Sojuza T-7 przeszła na pokład bazy. Swietłana Sawicka została przywitana bukietem – wiązką trawy arabidopsis, którą stała załoga wyhodowała w czasie swego ponad trzymiesięcznego pobytu na stacji kosmicznej. W niedzielę rozpoczął się roboczy tydzień pracy.
Eksperymenty i badania dotyczyły:
- Problemów geofizycznych i astrofizycznych
- Badania parametrów atmosfery Ziemi, przestrzeni międzyplanetarnej oraz źródeł promieniowania galaktycznego i pozagalaktycznego za pomocą aparatury „Peramig“.
- Badano zawartość warstw aerozolowych pochodzenia kosmicznego w atmosferze Ziemi za pomocą fotometru „EFO 1", sporządzonego w Czechosłowacji.
- W zakresie badań lekarskich:
  - sprawdzono współdziałanie zestawów komórek organizmu ludzkiego, odpowiedzialnych za orientację przestrzenną i koordynację ruchów w stanie nieważkości.
  - określano parametry funkcjonowania serca za pomocą „Echografu”.
  - badano aktywność bioelektryczną serca podczas wykonywania ćwiczeń fizycznych.

Poza tym na życzenie radzieckich i francuskich naukowców wykonano zdjęcia zjawisk i obiektów, których sfotografowanie przez załogę Sojuza T-6 okazało się niemożliwe. Chodziło o chmurę pyłów, otaczających Słońce oraz warstwy aerozolowe, występujące na wysokości 80-100 km nad powierzchnią Ziemi.
Powtórnie sfotografowano też kometę Austina (oficjalne oznaczenie C/1982 M1 (Austin)), odkrytą w czerwcu i widoczną tylko z południowej półkuli. W czwartek 26 sierpnia 1982 r. załoga Sojuza T-7 przeszła do statku Sojuz T-5 – zabierając materiały uzyskane podczas badań i eksperymentów wykonanych przez siebie, jak również przez podstawową, stałą załogę Saluta 7. 27 sierpnia 1982 r. załoga Sojuza T-5 wylądowała na terenie ZSRR, 70 km na północny wschód od miasta Arkałyk.

## Ciekawostki
W środę, 25 sierpnia, załoga kompleksu "Sojuz T-5, Salut 7, Sojuz T-7", wystąpiła na konferencji prasowej we wnętrzu Saluta 7. Kosmonauci odpowiadali na pytania przesyłane z Ziemi. Stacja dokonywała wtedy 2301 okrążenia Ziemi, na wysokości 291 km i znajdowała się w odległości 10 000 km od ośrodka kierowania lotem.

Podczas pobytu na pokładzie stacji, Sawicka dla prywatności mieszkała na pokładzie modułu orbitalnego Sojuza T-7.